# Liste der Biografien/Ba
Liste der Biografien |
Portal Biografien |
Personensuche
# |
A |
B |
C |
D |
E |
F |
G |
H |
I |
J |
K |
L |
M |
N |
O |
P |
Q |
R |
S |
T |
U |
V |
W |
X |
Y |
Z |
?
 
Ba |
Be |
Bd |
Bg |
Bh |
Bi |
Bj |
Bl |
Bm |
Bn |
Bo |
Br |
Bs |
Bu |
Bw |
By |
Bz
 
Baa |
Bab |
Bac |
Bad |
Bae |
Baf |
Bag |
Bah |
Bai |
Baj |
Bak |
Bal |
Bam |
Ban |
Bao |
Bap |
Baq |
Bar |
Bas |
Bat |
Bau |
Bav |
Baw |
Bax–Baz
Die Liste der Biografien führt alle Personen auf, die in der deutschsprachigen Wikipedia einen Artikel haben. Dieses ist eine Teilliste mit 30 Einträgen von Personen, deren Namen mit den Buchstaben „Ba“ beginnt.

## Ba
- Ba, altägyptischer König der 3. Dynastie
- Ba Cụt (1923–1956), vietnamesischer Offizier, Kommandeur der religiösen Sekte Hòa Hảo
- Ba Htoo, Felice (* 1963), myanmarischer römisch-katholischer Geistlicher, Koadjutorbischof von Pekhon
- Ba Maw (1893–1977), birmanischer Politiker, Premierminister von Burma (1937–1939, 1942–1945)
- Ba Shwe, Celso (* 1964), myanmarischer römisch-katholischer Geistlicher und Bischof von Loikaw
- Ba, Abasse (* 1976), senegalesischer Fußballspieler
- Ba, Abdoul (* 1994), mauretanisch-französischer Fußballspieler
- Ba, Abdoulaye (* 1991), senegalesischer Fußballspieler
- Ba, Adama (* 1993), mauretanischer Fußballspieler
- Ba, Amadou (* 1961), senegalesischer Politiker und Beamter
- Ba, Boubakar (1935–2013), nigrischer Mathematiker
- Ba, Demba (* 1985), senegalesischer FußballspielerDemba Ba (* 1985)

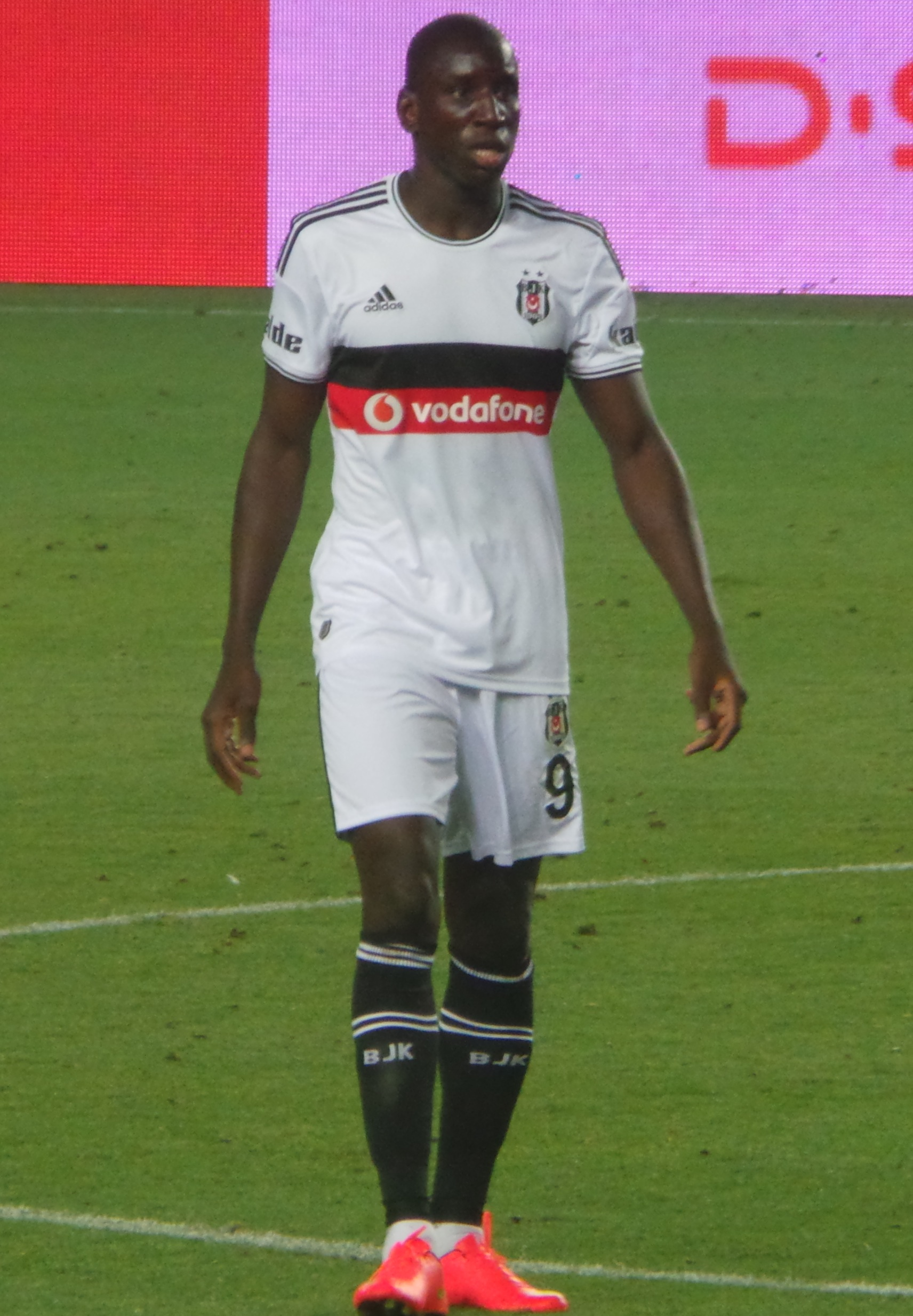
Demba Ba (* 1985)

- Ba, Dexin (* 1990), chinesischer Curler
- Ba, El Hadji Khalifa (* 1985), senegalesischer Fußballspieler
- Ba, Fatoumata (* 1986), senegalesische Unternehmerin
- Ba, Houlèye (* 1992), mauretanische Leichtathletin
- Ba, Ibrahim (* 1973), französischer Fußballspieler
- Ba, Issa (* 1981), senegalesischer Fußballspieler
- Ba, Jin (1904–2005), chinesischer Schriftsteller
- Bâ, Mariama (1929–1981), senegalesische Schriftstellerin
- Ba, Mohamadou Lamine (* 2001), malischer Fußballspieler
- Ba, Omar (* 1972), senegalesischer Basketballspieler
- Ba, Oumar (1906–1964), nigrischer Mediziner, Gewerkschafter und Politiker
- Ba, Ousseynou (* 1995), senegalesischer Fußballspieler
- Ba, Papa Malick (* 1980), senegalesischer Fußballspieler
- Ba, Pape Ibnou (* 1993), mauretanisch-senegalesischer Fußballspieler
- Ba, Pape Meïssa (* 1997), senegalesischer Fußballspieler
- Ba, Pape Samba (* 1982), senegalesischer Fußballspieler
- Ba, Sanoussy (* 2004), deutsch-senegalischer FußballspielerSanoussy Ba (* 2004)

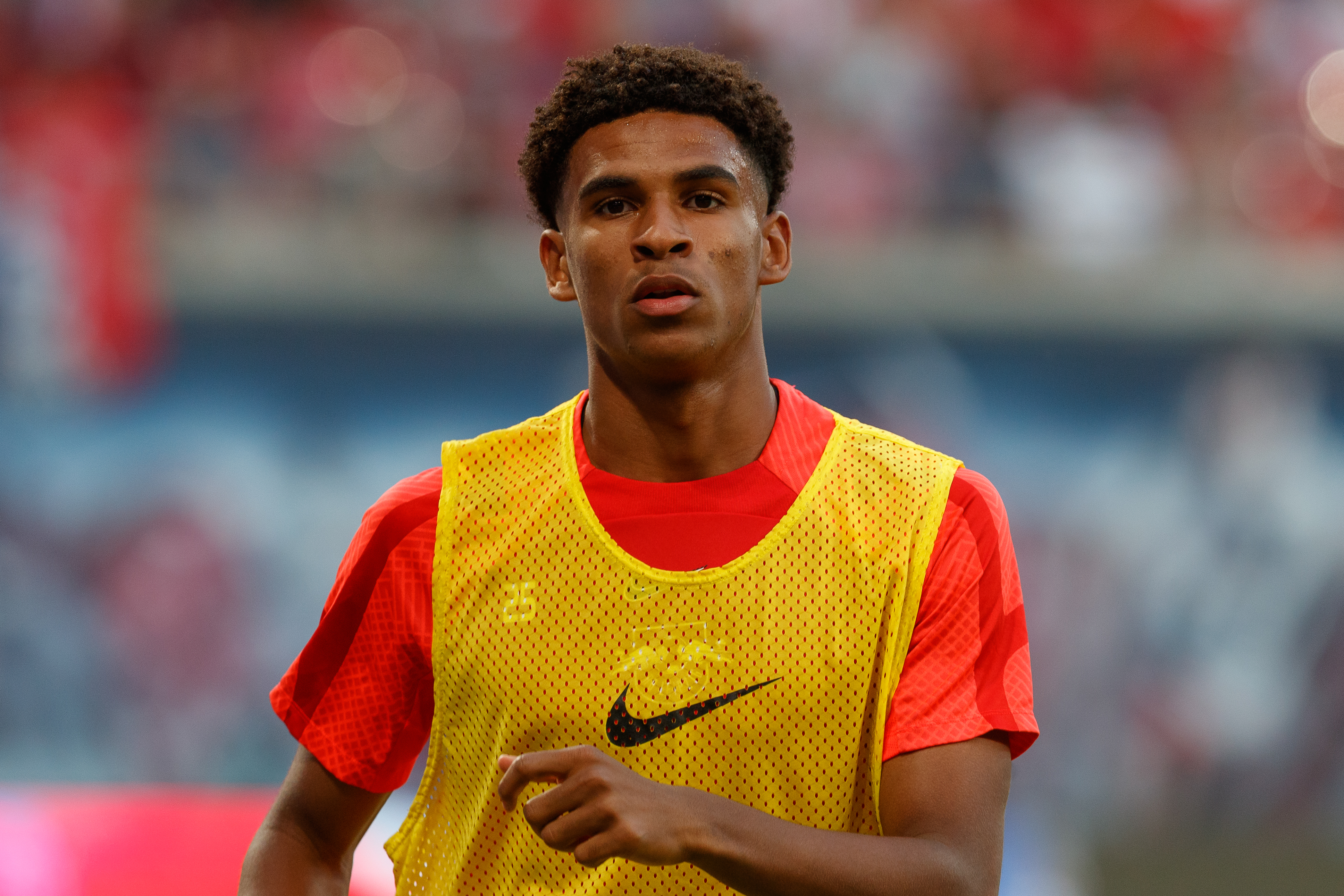
Sanoussy Ba (* 2004)

- Ba-Matraf, Nooran (* 1999), jemenitische Schwimmerin